# أوقست ديتريش
أوقست ديتريش (بالإنجليزية: August Dietrich)‏ هو شخصية أعمال وسياسي أمريكي، ولد في 1858. حزبياً، نشط في الحزب الجمهوري. وقد انتخب عضو جمعية ولاية ويسكونسن.